# Pherbina testacea
Pherbina testacea är en tvåvingeart som först beskrevs av Sack 1939.  Pherbina testacea ingår i släktet Pherbina och familjen kärrflugor. Inga underarter finns listade i Catalogue of Life.